# Смешанное состояние
Смешанное состояние (смесь состояний) — состояние квантовомеханической системы, в котором не задан максимально полный набор независимых физических величин, определяющих состояние системы, а определены лишь вероятности {\displaystyle w_{1},w_{2},\ldots } ({\displaystyle \sum w_{i}=1}) нахождения системы в различных квантовых состояниях, описываемых волновыми функциями {\displaystyle \psi _{1},\psi _{2},\ldots }. Таким образом, в отличие от чистого состояния, смешанное состояние не описывается одной волновой функцией, а описывается матрицей плотности.
Примерами смешанных состояний могут служить:
- неполяризованный пучок частиц;
- газ в термостате.

Среднее значение какой-либо физической величины {\displaystyle A} (которой соответствует оператор) в смешанном состоянии определяется следующим образом:
{\displaystyle {\bar {A}}=\sum _{i}w_{i}A_{i},\ \ A_{i}=\int \psi _{i}^{*}(x)~{\hat {A}}~\psi _{i}(x)dx}
В смешанном состоянии, в отличие от суперпозиции состояний, различные квантовые состояния не интерферируют между собой, так как при определении среднего складываются не волновые функции, а средние значения.